# Giradischi ottico

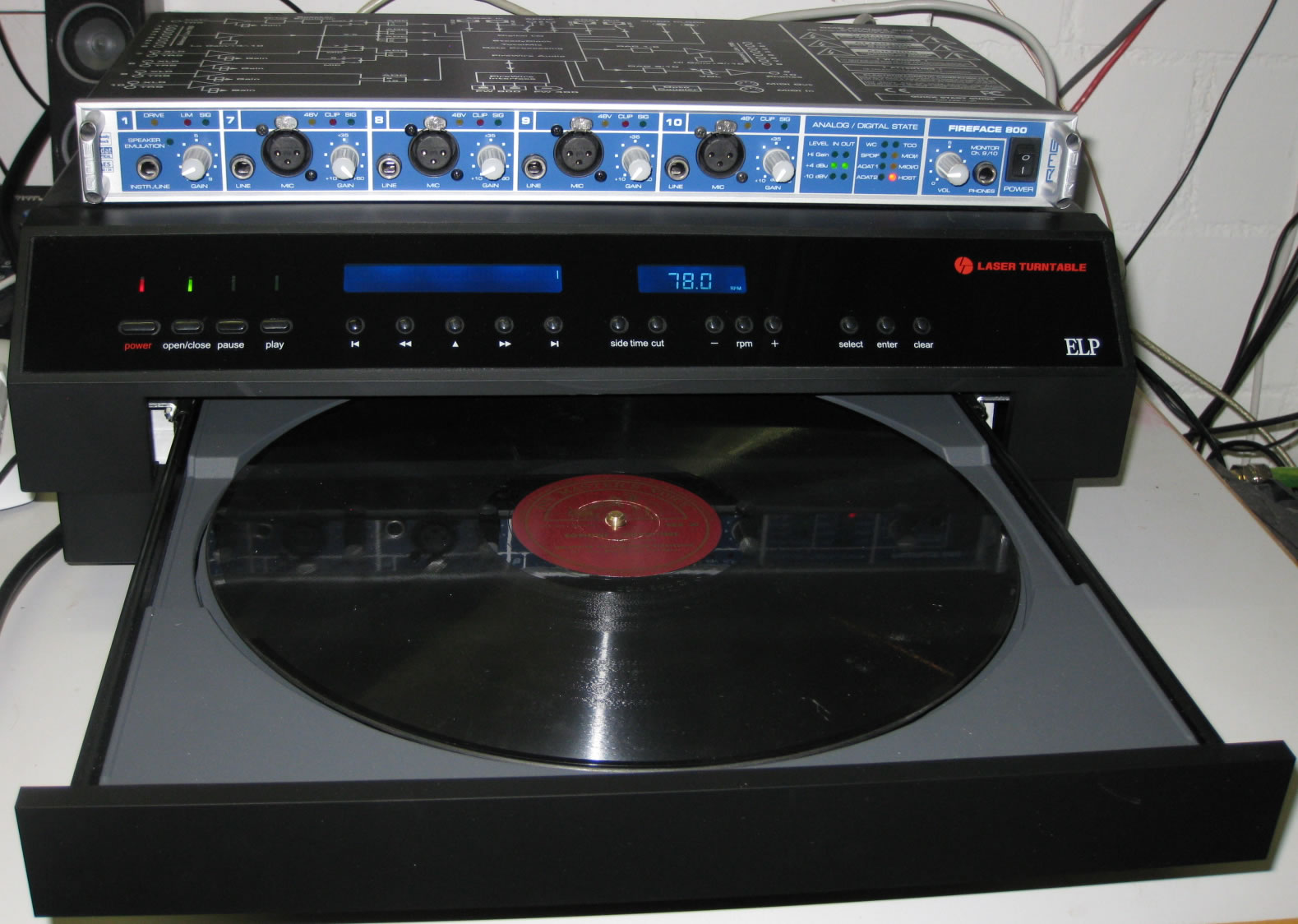
Giradischi laser ELP (LT-2XA) e RME Fireface 800

Un giradischi ottico (o giradischi laser) è un fonografo che riproduce dischi in vinile utilizzando raggi laser al posto della testina fonografica dei giradischi convenzionali. Sebbene questi giradischi utilizzino un laser per leggere il supporto (come i lettori di Compact Disc) ed estrarne il segnale, quest'ultimo rimane analogico e non viene mai digitalizzato.

## Storia
William K. Heine ha descritto nel suo articolo A laser scanning record player (Un giradischi a scansione laser) presentato alla 57ª conferenza dell'Audio Engineering Society (AES) nel maggio 1977 un sistema che impiega un unico laser a elio-neon da 2,2 mW, sia per seguire il solco di un disco, sia per riprodurre l'audio stereo in tempo reale. In sviluppo dal 1972, il prototipo funzionante venne denominato "Laserphone" e la tecnologia fu brevettata con il brevetto statunitense 3 992 593. Heine, nella conclusione del suo articolo, esprime la speranza che in futuro possa crescere l'interesse verso l'utilizzo della tecnologia laser nel campo fonografico.

### Finial Technology
Quattro anni dopo, nel 1981, Robert S. Reis, studente di ingegneria elettronica della Stanford University, scelse, come argomento della sua tesi di laurea, il giradischi ottico. Nel 1983, insieme a un collega di Stanford, l'ingegnere elettronico Robert E. Stoddard, fondò Finial Technology per sviluppare e commercializzare un giradischi laser. Nel 1984 si unì all'azienda Robert N. Stark, esperto di servocomandi.
Un prototipo non funzionante del giradischi proposto da Finial Technology fu presentato al Consumer Electronics Show (CES) del 1984, suscitando molto interesse, pur essendo l'apparecchio avvolto da un certo mistero, dal momento che i brevetti non erano stati ancora concessi e i dettagli dovevano essere tenuti segreti. Il primo modello funzionante, il Finial LT-1 (acronimo di Laser Turntable-1), fu completato in tempo per il CES del 1986. Il prototipo mise a nudo un interessante difetto dei giradischi laser: sono così precisi da riprodurre ogni particella di sporco e polvere depositata sul disco, invece di ignorarla come farebbe una puntina convenzionale. Il pickup laser senza contatto ha il vantaggio di eliminare l'usura del disco e il rumore di trascinamento della puntina, di essere insensibile alla vibrazione del piatto e al feedback acustico dagli altoparlanti, pur mantenendo la riproduzione analogica. Il prezzo previsto per la vendita al pubblico era di $2500 (poi aumentato a $3786 nel 1988), in questo modo limitando il mercato ai soli professionisti (biblioteche, stazioni radio e archivisti) e ad alcuni audiofili benestanti.
Il giradischi non entrò mai in produzione. Dopo che Finial presentò alcuni prototipi costruiti a mano, la limitata disponibilità dei componenti (si era in un periodo precedente alla diffusione di laser economici), gli errori di marketing e i costi di sviluppo elevati continuavano a ritardare la data di uscita. Il lungo sviluppo del giradischi laser coincise esattamente con due eventi importanti, la recessione globale dei primi anni ottanta  e l'introduzione del Compact Disc, che presto iniziò a invadere il mercato a prezzi confrontabili con quelli degli LP (con lettori CD nella gamma di $300). Le vendite di dischi in vinile crollarono e di conseguenza molti produttori di giradischi affermati cessarono l'attività.
Con oltre 20 milioni di dollari investiti, Finial dovette affrontare una scelta di marketing: andare avanti con un prezzo di vendita troppo alto per la maggior parte dei consumatori o scommettere sulla produzione di massa a un prezzo molto più basso e sperare che il mercato abbassasse i costi. Nessuna delle due opzioni risultò praticabile, considerando anche la rapida contrazione del mercato del vinile, il che portò alla fine del progetto.

### ELP
Alla fine del 1989, dopo quasi sette anni di ricerca, gli investitori di Finial hanno minimizzato le perdite e liquidato l'azienda, vendendo i brevetti al produttore di giradischi giapponese BSR, che è diventato CTI Japan, che a sua volta ha creato ELP Japan per lo sviluppo del giradischi "super-audiophile". Dopo altri otto anni di sviluppo il giradischi laser è stato finalmente messo in vendita nel 1997, vent'anni dopo la proposta iniziale, come ELP LT-1XA, con un prezzo di listino di 20500 dollari statunitensi (successivamente abbassato a 10500 nel 2003). Il giradischi, che impiega due laser per leggere l'audio dal solco e altri tre per il loro corretto posizionamento, consente di variare la profondità di lettura della traccia riuscendo ad aggirare, almeno in parte, l'usura del disco; non è però in grado di leggere i dischi in vinile trasparente o colorato. ELP vende, direttamente al pubblico, dei giradischi laser costruiti su ordinazione, in due versioni (LT-basic e LT-master), a un costo dichiarato (non pubblicato) di circa $ 16000 per il modello base.

### Optora
Nel maggio del 2018, la giapponese Almedio, produttrice di unità per computer, ha presentato il giradischi ottico (laser) Optora ORP-1 all'HIGH END Audio Show di Monaco di Baviera. La società fornì pochi dettagli perché, come già avvenuto nel 1984 per la presentazione del giradischi Finial, fu mostrato al pubblico solo una riproduzione non funzionante dell'apparato. I rappresentanti dell'azienda hanno indicato, tra le specifiche tecniche, l'uso cinque laser e di una trasmissione a cinghia, come l'ELP. Tuttavia, dopo aver prodotto del materiale promozionale (poi rimosso), non è stato mai pubblicato un prezzo di vendita e l'Optora non è stato immesso sul mercato. Il sito web dell'azienda dedicato al giradischi è stato chiuso.

## Prestazioni
In una recensione del 2008 del modello ELP LT-1LRC, apparsa su The Absolute Sound, il recensore, Jonathan Valin, ha affermato "se dovessi descrivere la sua resa in poche parole, direi 'piacevole ma noiosa'". Ha elogiato la precisione tonale della riproduzione ma ha criticato la mancanza di gamma dinamica e di risposta dei bassi (limitazioni degli stessi dischi in vinile). I dischi devono essere puliti con acqua immediatamente prima della riproduzione perché, dice Valin, "a differenza di una puntina di diamante relativamente massiccia, che solca le scanalature di un disco come la prua di una nave, i minuscoli raggi laser dell'ELP non hanno la capacità di spostare le particelle di polvere dal loro percorso. Qualsiasi granello di sporco, per quanto minuscolo, viene letto dai laser insieme alla musica".

## Sistema IRENE
Una tecnologia del tutto diversa, ma simile nell'approccio, è stata sviluppata col sistema IRENE ideato dai fisici Carl Haber e Vitaliy Fadeyev del Lawrence Berkeley National Laboratory. Installato nella Biblioteca del Congresso degli Stati Uniti alla fine del 2006, il sistema IRENE (che sta per Image, Reconstruct, Erase Noise, Etc.) utilizza una telecamera che ruota attorno al disco e scatta fotografie dettagliate dei solchi. Il software utilizza quindi le immagini digitali per ricostruire il suono. Nel 2018 il sistema è stato utilizzato per riprodurre, per la prima volta, l'unica registrazione nota della voce di Alexander Graham Bell. IRENE produce spesso una grande quantità di sibili durante la riproduzione, ma è in grado di rimuovere disturbi causati dalle imperfezioni sulla superficie del disco.